# Afro-surrealismo
O afro-surrealismo é uma estética literária e cultural que busca cultivar formas alternativas e ampliadas de conhecer e ser para os negros. Em 1974, Amiri Baraka usou o termo para descrever o trabalho de Henry Dumas. D. Scot Miller, em 2009, escreveu seu famoso Manifesto Afro-surreal, no qual afirma: "O afro-surrealismo vê que todos os 'outros' que criam a partir de sua experiência real são surrealistas..." O manifesto diferencia o afro-surrealismo do surrealismo e do afro-futurismo. O manifesto também declara a urgência do afro-surrealismo, especialmente em San Francisco, Califórnia. O manifesto lista dez princípios que o afro-surrealismo segue, incluindo como "os afro-surrealistas restauram o culto do passado" e como "o afro-surreal pressupõe que, além deste mundo visível, exista um mundo invisível que se esforce para se manifestar, e é nosso trabalho para descobri-lo". 
O afro-surrealismo tem uma genealogia complexa, mas suas origens podem ser atribuídas a intelectuais e poetas francófonos negros do Senegal, Martinica e Guadalupe. Léopold Sédar Senghor se referiu a uma tradição surreal africana em 1965. A Negritude, um movimento cultural e literário panafricano, anticolonial, estaria muito fundamentado no afro-surrealismo. Suzanne e Aimé Césaire editaram e contribuíram para a Tropiques, uma publicação literária sobre o afro-surrealismo no Caribe, juntamente com outros poetas martinicanos. 
O afro-surrealismo, em suas origens, é fundamentalmente global e diaspórico. É incorporado na música, fotografia, cinema, artes visuais e poesia. Praticantes notáveis do afro-surrealismo incluem Ted Joans, Bob Kaufman, Krista Franklin, Aimé Césaire, Suzanne Césaire, Léopold Sédar Senghor, René Ménil, Kool Keith, Terence Nance, Will Alexander, Índia Sky Davis, Yetunde Olagbaju, Kara Walker, Samuel R Delany, Starr Finch, Romare Bearden, Christopher Burch . 

## Influência
O movimento artístico afro-surreal surgiu depois que D. Scot Miller escreveu o Manifesto Afro-surreal para o San Francisco Bay Guardian em maio de 2009.  Até aquele momento, o termo "Expressionismo Afro-surreal" era usado apenas para descrever os escritos de Henry Dumas de Amiri Baraka. Mais tarde naquele ano, Miller conversou com Baraka sobre a extensão do termo, abreviando a descrição. Foi acordado pelos dois que "afro-surreal" sem o "expressionismo" permitiria uma maior exploração do termo. O afro-surrealismo teria origens semelhantes às do surrealismo em meados da década de 1920, já que parte dos desenvolvimentos da Negritude foi formulada depois que André Breton escreveu o Manifesto Surrealista. Porém, como Leopold Senghor aponta no manifesto de Miller, “O surrealismo europeu é empírico. O surrealismo africano é místico e metafórico”. 
O afro-surrealismo incorpora aspectos do Renascimento do Harlem, Négritude e Black Radical Imagination, conforme descrito pelo Professor Robin DG Kelley em seu trabalho  Freedom Dreams: The Black Radical Imagination (2003), e ainda mais com sua antologia histórica definitiva do Afro-surreal, Black, Brown e Bege: Surrealists Writings from Africa and the Diaspora (2009). Aspectos do afro-surrealismo podem ser atribuídos à discussão de Suzanne Césaire sobre o "ímpeto revolucionário do surrealismo" na década de 1940.
Mesmo que muito tenha sido produzido sobre o artista e ativista Aimé Césaire, muito precisa ser dito sobre sua parceira Suzanne, uma brilhante pensadora surrealista e mãe da estética afro-surreal. Sua busca pelo maravilhoso (the marvelous) acima da miserabilidade expressada nas artes de protesto usais inspirou o grupo surrealista Tropiques, e especialmente René Ménil. 
“A verdadeira tarefa da humanidade consiste apenas na tentativa de levar o maravilhoso à vida real para que a vida se torne mais abrangente. Enquanto a imaginação mítica não for capaz de superar toda e qualquer mediocridade chata, a vida humana não passará de nada além de experiências inúteis e sem graça, apenas matando o tempo, como se costuma dizer”, diz Ménil em Introduction to the Marvelous (1930). 
A proclamação de Suzanne Césaire, “Esteja sempre pronta para o Maravilhoso”, rapidamente se tornou um credo do movimento; desde então, a palavra “marvelous” foi recontextualizada em relação às artes e intervenções negras contemporâneas.
 

Em seu ensaio de 1956 para a Présence Africaine, o romancista haitiano Jacques Stephen Alexis escreveu:  
"O que é então o Maravilhoso, exceto a imagem na qual um povo envolve sua experiência, reflete sua ideia de mundo e da vida, sua fé, sua esperança, sua confiança no homem, em uma grande justiça e a explicação que encontra para as forças antagônicas ao progresso?" 
Em seu trabalho, Alexis demonstra um senso de realidade que não é diferente do surrealismo tradicional, e sua cunhagem do termo "Realismo Maravilhoso" (marvelous realism) reflete sua influência nos trabalhos anteriores do Negritude / Movimento Surrealista Negro. 

## Desenvolvimento
O termo "afro-surrealismo" foi cunhado por Amiri Baraka em seu ensaio de 1974 sobre o escritor de vanguarda Henry Dumas, do Movimento de Artes Negras. Baraka observa que Dumas é capaz de escrever sobre mistérios antigos que eram simultaneamente relevantes para os dias atuais. A ideia de que o passado ressurge para assombrar os dias atuais é crucial para o afro-surrealismo. 
O diretor de fotografia Arthur Jafa expandiu o campo do afro-surrealismo experimentando filmes. Jafa introduz a ideia do alien familiar, a fim de representar a experiência negra e suas características surreais inatas. "Se um trabalho for bem-sucedido ou for capaz de conjurar o que seria um cinema negro ou qual seria a manifestação hipotética dessa tradição em particular na arena cinematográfica, deve ser estranho porque você nunca viu nada parecido, e, ao mesmo tempo, deve ser familiar em algum nível para o público negro". Esse foco no aspecto estranho da experiência negra e na cultura folclórica negra é o que separa o afro-surrealismo do realismo mágico e do surrealismo. 

### O futuro-passado
Ao contrário do afrofuturismo, que especula possibilidades negras no futuro, o afro-surrealismo, como Miller descreve, é sobre o presente. Em vez de especular sobre a vinda dos quatro cavaleiros, os afro-surrealistas entendem que eles cavalgaram há muito tempo. Através do afro-surrealismo, os artistas expõem essa forma do futuro-passado que é o "AGORA MESMO". A maioria dos afro-surrealistas rejeita o estudo do futuro, esforçando-se para se concentrar no presente, o futuro que já passou. 

### A experiência vivida do cotidiano
Grande parte do afro-surrealismo está preocupada com a vida cotidiana, porque se diz que não há nada mais surreal do que a experiência negra. Segundo Terri Francis, "O afro-surrealismo é arte com pele, onde a textura do objeto conta sua história, como resistiu ao enterro abaixo da consciência e como emergiu um tanto misteriosamente dos oceanos de memórias esquecidas e lembranças descartadas."

### Realismo atual
No manifesto a partir do qual o afro-surrealismo atual se baseia, o escritor D. Scot Miller declara em resposta ao Afrofuturismo: 
"O afro-futurismo é um movimento intelectual e artístico da diáspora que se volta para a ciência, a tecnologia e a ficção científica para especular sobre as possibilidades negras no futuro. O afro-surrealismo é sobre o presente. Não há necessidade de especulações de amanhã sobre o futuro. Campos de concentração, cidades bombardeadas, fomes e esterilização forçada já aconteceram. Para o afro-surrealista, os Tasers estão aqui. Os Quatro Cavaleiros cavalgaram muito tempo atrás para se lembrar. Qual é o futuro? O futuro existe há tanto tempo que agora é o passado. " 
À medida que o Manifesto afro-durreal e o Afrofuturismo vêm à tona nos círculos artístico, comercial e acadêmico, a luta entre o específico e o "aroma" das manifestações atuais do absurdo negro surgiu, colocando desafios interessantes para ambos os movimentos. Para os afrofuturistas, esse desafio foi enfrentado ao inserir elementos afrocêntricos em seu crescente panteão, com a intenção de centralizar o foco dos afrofuturistas no continente africano para aprimorar sua especificidade. Para os afro-surrealistas, o foco foi fixado no "aqui e agora" das artes e situações negras contemporâneas nas Américas, Antilhas e além, buscando o "aroma" matizado dessas manifestações atuais.

## Exemplos de Trabalhos afro-surrealistas

### Zong!,M. NourbSe Philip e Setaey Adamu Boateng
Em Zong!, M. NourbSe Philip cria uma poderosa contra-narrativa em torno dos eventos do massacre do Zong. Utilizando as palavras da decisão legal de construir sua poesia, Philip rejeita a ideia de um passado arquivístico. Em vez disso, Philip olha para o momento presente para entender como ler essa decisão legal e entender o caso. Seguindo os passos do Amada de Toni Morrison, Philip pressupõe a noção de um passado que não é passado, permitindo que esses artefatos passados assombrem o momento presente. Em vez de organizar os fragmentos, Philip permite que eles digam a si mesmos. Isso não quer dizer que Philip dê voz aos fragmentos, mas, ao contrário, dê espaço a eles. O espaço no poema permite que o público de Philip ouça o silêncio dessas vozes, compreenda verdadeiramente as narrativas ausentes do passado e o papel que tem no presente. 

### Amada, Toni Morrison
Como mencionado anteriormente, Amada de Toni Morrison continua sendo um marco importante para os afro-surrealistas. Aqui, Morrison imagina uma narrativa de uma escravizada lamentando a morte de sua filha bebê, Amada. Sem deixar vestígios de um passado, Amada reaparece nos degraus de sua casa, confusa e procurando sua mãe. Após esse momento, o romance conta uma história assustadora de uma mulher que procura entender o súbito reaparecimento de sua filha e as cicatrizes deixadas para trás pela escravidão. Em Amada, Morrison tenta lidar com os legados deixados pela escravidão, desafiando a noção de que esses legados só saem do passado. A partir da epígrafe "Sessenta milhões e mais", Morrison pressupõe que não há como contar os afetados pela escravidão e, além disso, que o número está sempre crescendo no presente. Em seu romance premiado, Morrison expande a ideia do passado, tentando demonstrar que o passado está sempre presente e, além disso, que o passado é AGORA MESMO. 